# Dimitrios Veloulis
Dimitrios Veloulis (in greco Δημήτριος Βελούλης?; fl. XX secolo) è stato un maratoneta greco.
Partecipò alla maratona dei Giochi olimpici di Saint Louis 1904, dove giunse quinto.